# Vince Kapcsos
Vince Kapcsos (ur. 15 października 1981 w Budapeszcie) – węgierski piłkarz, grający na pozycji pomocnika.

## Kariera
Seniorską karierę rozpoczynał w klubach Kiskőrös FC i Eger FC. W 2001 roku przeszedł do Újpestu, w którym grał do 2004 roku – w tym okresie w pierwszej drużynie rozegrał cztery mecze. W 2004 roku został zawodnikiem Rákospalotai EAC. W klubie tym występował do 2010 roku. Od 2011 roku gra w amatorskich klubach z Austrii.
Zagrał jeden mecz w reprezentacji Węgier – 18 grudnia 2005 roku w wygranym 3:0 meczu z Antiguą i Barbudą.

## Statystyki ligowe
| Sezon         | Klub             | Liga   | Mecze | Gole |
| ------------- | ---------------- | ------ | ----- | ---- |
| 2000/2001 (w) | Eger FC          | NB III | ?     | ?    |
| 2001/2002     | Újpest FC        | NB I   | 0     | 0    |
| 2002/2003     | Újpest FC-Fót    | NB II  | 33    | 8    |
| 2003/2004     | Újpest FC        | NB I   | 4     | 8    |
| 2004/2005     | Rákospalotai EAC | NB I   | 23    | 3    |
| 2005/2006     | Rákospalotai EAC | NB I   | 28    | 0    |
| 2006/2007     | Rákospalotai EAC | NB I   | 24    | 1    |
| 2007/2008     | Rákospalotai EAC | NB I   | 26    | 1    |
| 2008/2009     | Rákospalotai EAC | NB I   | 23    | 1    |
| 2009/2010     | Rákospalotai EAC | NB I   | 25    | 4    |